# Mark Speakman
Mark Raymond Speakman (né le 6 novembre 1959) est un homme politique australien. Il est chef du Parti libéral de la Nouvelle-Galles du Sud et Chef de l'Opposition de l'état depuis le 21 avril 2023.
Il a précédemment servi comme est le procureur général de la Nouvelle-Galles du Sud depuis janvier 2017 du au 25 mars 2023 et le ministre de la prévention de la violence domestique dans le deuxième ministère Berejiklian depuis avril 2019 du au 25 mars 2023. Speakman est membre de l'Assemblée législative du Nouvelle-Galles du Sud représentant Cronulla pour le Parti libéral depuis 2011.
Il a déjà été ministre de l'Environnement, ministre du Patrimoine et ministre adjoint de la Planification entre avril 2015 et janvier 2017 dans le deuxième gouvernement Baird.